# 5-та піхотна дивізія (Третій Рейх)
5-та піхотна дивізія (Третій Рейх) (нім. 5. Infanterie-Division) — піхотна дивізія Вермахту за часів Другої світової війни.

## Історія
5-та піхотна дивізія була створена в результаті розширення Рейхсверу в жовтні 1934 року під час першої хвилі мобілізації Вермахту в місті Ульм у 4-му військовому окрузі. 1 грудня 1941 року переформована на 5-ту легку піхотну дивізію.

## Райони бойових дій
- Німеччина (Лінія Зігфрида) (вересень 1939 — травень 1940);
- Франція (травень 1940 — березень 1941);
- Німеччина (Східна Пруссія) (квітень — червень 1941);
- СРСР (центральний напрямок) (червень — листопад 1941).

## Командування

### Командири
- генерал-лейтенант Ойген Ган (нім. Eugen Hahn) (15 жовтня 1935 — 10 серпня 1938), помер;
- генерал артилерії Вільгельм Фармбахер (нім. Wilhelm Fahrmbacher) (15 серпня 1938 — 25 жовтня 1940);
- генерал від інфантерії Карл Альмендінгер (нім. Karl Allmendinger) (25 жовтня 1940 — 1 грудня 1941).

## Нагороджені дивізії
Нагороджені дивізії
|  | Кавалери Нагрудного знаку ближнього бою в золоті                                                           | 1 |
|  | Кавалери Золотого Німецького Хреста                                                                        | 118 |
|  | Кавалери Срібного Німецького Хреста                                                                        | 1 |
|  | Кавалери Лицарського хреста Залізного хреста з Дубовим листям                                              | 7 (№ 30 ротмістр Горст Німак — 10.08.1941 № 153 генерал-лейтенант Карл Альмендінгер — 13.12.1942 № 166 оберст Гельмут Тумм — 23.12.1942 № 386 гауптман Гюнтер Гільт — 08.02.1944 № 472 майор Макс Заксенгаймер — 14.05.1944 № 770 гауптман Гельмут Реншлер — 11.03.1945 № 772 генерал-лейтенант Фрідріх Зікст — 11.03.1945) |
|  | Кавалери Лицарського хреста Залізного хреста                                                               | 42 |
|  | Кавалери Почесної Відзнаки Сухопутних військ «Почесна застібка на орденську стрічку для Сухопутних військ» | 30 |
|  | Кавалери ордену Хрест Свободи з мечами (Фінляндія)                                                         | 1 |

- Нагороджені Сертифікатом Пошани Головнокомандувача Сухопутних військ (81)